# Josip Milković (rukometaš)
Josip Milković (Zagreb, 30. listopada 1942.), bivši je hrvatski rukometaš. Danas je rukometni trener.
Igrao je za zagrebački Medveščak, s kojim je 1964. i 1965. osvojio naslove prvaka, a 1965. i 1970. kup. Sezone 1965. je došao do završnice Kupa europskih prvaka, gdje ih je zaustavio rumunjski predstavnik Dinamo iz Bukurešta; Medveščak je izgubio 11:13.
Za jugoslavensku reprezentaciju je odigrao 103 susreta na kojima je postigao 310 pogodaka. Na SP-u 1970. je osvojio brončano odličje. Na SP-u 1964. je postigao 32 pogotka i podijelio naslov najboljeg strijelca s mađarskim igračem Andreasom Fenyőm i rumunjskim Ioanom Moserom. 
Nakon što je prestao aktivno igrati rukomet, prešao je u trenere. Trenirao je Medveščak, a onda je otišao u inozemstvo, u Njemačku. Ondje je trenirao VfL Günzburg, MTSV Schwabing, Bayera iz Leverkusena a 1989. godine THW Kiel. 2000. godine je trenirao hrvatsku rukometnu reprezentaciju.

## Vanjske poveznice
- THW Kiel  Arhivirana inačica izvorne stranice od 16. rujna 2011. (Wayback Machine)